# کاله‌رد
شهر کاله‌رد (به سوئدی: Kållered) در ناحیه شهری مولندال در کشور سوئد واقع شده‌است. جمعیت این شهر ۱۴۷۸٫۳۵  نفر است.